# Juan Bautista Bono Boix
Juan Bautista Bono Boix (Vila-real, 26 d'agost de 1894 - Madrid, 21 de novembre de 1984) fou un militar valencià, director general d'Aviació Civil durant el franquisme.

## Carrera militar
Finalitzada la seua formació en Infanteria a l'Acadèmia d'Infanteria de Toledo, l'any 1920 va ingressar en el cos d'Aviació i el 1923 comença a pilotar aeroplans i és destinat al nord d'Àfrica.
El 27 d'abril de 1929 és nomenat director del centre d'entrenament de l'Escola Civil de Pilots de la Companyia Espanyola d'Aviació a Los Llanos (Albacete).
La guerra civil espanyola el sorprèn el 1936 a Vila-real i es
 presentar a Madrid, sent empresonat a la presó de Chinchilla, i posteriorment passaria per la d'Alcalà d'Henares i de Chinchón, i finalment a Colell, des d'on és deportat a la frontera de França el 5 de febrer de 1939 i retorna d'amagat sis dies després per presentar-se a la Jefatura de l'Aire de Barcelona i el 18 de juny és nomenat Comandant amb antiguitat de 22 d'octubre de 1936.

## Activitat diplomàtica i organitzativa
Acabada la guerra civil espanyola, el 10 de setembre de 1939 rep el nomenament de Director General d'Aviació Civil, i reorganitza l'aviació privada i comercial espanyola, essent un dels signants de la compra de la companyia "Iberia LAE" per l'estat el 6 d'agost de 1940, i de la dels primers avions Douglas DC-4, amb els que s'inaugura la línia regular entre Espanya i Argentina, i aconsegueix la integració d'Espanya en la naixent OACI (Organització d'Aviació Civil Internacional).
El 5 de març de 1940 és nomenat Cap del Grup de Transports del Ministeri de l'Aire, afegint-se als que ja tenia. El 1944 és designat representant d'Espanya en el Consell Permanent de l'OACI amb seu a Mont-real, d'on va cessar en ser nomenat general de brigada el 19 de desembre de 1952 i ser-li encomanada l'organització de la Direcció General de Serveis del Ministeri de l'Aire, càrrec que va ocupar fins al seu pas a la reserva, i en el que va adoptar iniciatives com els vols sense motor, o amb la col·laboració del naturalista Félix Rodríguez de la Fuente de la introducció d'aus rapaces als aeroports per a l'eliminació dels riscos produïts per les bandades d'ocells. El 28 de juliol de 1956, va ser ascendit a general de divisió.

## Honors i reconeixements cívics
Al 6 de març de 1940 li és concedida la Medalla de sofriments per la Pàtria, sense pensió, i el 1944 la placa de la Real i Militar Orde de San Hermenegildo. Posteriorment va rebre la Gran Creu del Mèrit Aeronàutic, el Diploma "Paul Tissandier" (1959) atorgat per la Federació Aeronàutica Internacional, o el de Pilot d'Honor de l'Aviació Civil Argentina. El 10 de gener de 1945 l'Ajuntament de Vila-real el va distingir com a Fill Predilecte, reconeixent les gestions realitzades en favor dels seus paisans i la defensa dels interessos de la seua ciutat, sempre des del respecte a la legalitat. Home de gran cultura i sincera religiositat, les seues majors passions varen ser la música, la pintura, la caça, i els passeigs pel camp, activitat a la qual dedicava el temps durant les seues estades de descans a Vila-real. Va passar els darrers anys de jubilació retirat a Madrid, on va morir el 1984.